# Temnothorax kutteri
Temnothorax kutteri је инсект из реда Hymenoptera и породице Formicidae.

## Распрострањење
Ареал врсте је ограничен на једну државу. Француска је једино познато природно станиште врсте.

## Угроженост
Ова врста се сматра рањивом у погледу угрожености врсте од изумирања.